# Социалистическая Республика Македония
Социали́стическая Респу́блика Македо́ния (сербохорв. Социjалистичка Република Македониjа/Socijalistička Republika Makedonija, макед. Социјалистичка Република Македонија, Народная Республика Македония (1946—1963)) — одна из 6 социалистических республик, образовывавших СФРЮ. Республика находилась под тоталитарным коммунистическим руководством Союза коммунистов Македонии (части единого Союза коммунистов Югославии), вплоть до обретения страной независимости и демократизации политической системы. Ныне — Республика Северная Македония. Единственная из отделившихся в 1991—1992 югославских республик, мирно вышедшая из федерации.

## История
Современное македонское государство было официально провозглашено под названием Демократическая Федеративная Македония (македонский: Демократска Федеративна Македонија, лат.: Demokratska Federalna Makedonija)  во время Второй мировой войны, 2 августа 1944 года, в годовщину Илинденского восстания против Османской империи 1903 года, на первом пленарном заседании Антифашистского собрания по народному освобождению Македонии (АСНОМ). Эта дата отмечается этническими македонцами как день, в который им впервые разрешено свободно заявить о своём гражданстве.
После того как Болгария под давлением СССР вывела свои войска из региона, 8 сентября правые националисты из Внутренней Македонской Революционной организации провозгласили создание прогерманского македонского марионеточного государства. В начале октября под руководством нового просоветского правительства Болгарии, болгарские войска вновь вступили на территорию Югославии для предотвращения отхода немецких войск из Греции. В Македонии болгары бок о бок сражались с бойцами Народно-освободительной армии Македонии.
АСНОМ продолжил свою работу после освобождения Вардарской бановины от немцких войск. Тем не менее, в декабре албанские националисты в Западной Македонии попытались сохранить контроль над регионом, однако они были разгромлены югославскими коммунистами.
По итогам Второй мировой войны Македония полностью перешла под контроль коммунистов. В 1945 году государство изменило официальное название на «Народная Республика Македония». В 1946 году Македония официально вошла как союзная республика в югославскую федерацию. 
Людей, которых в той или иной степени подозревали в проболгарских настроениях (в большинстве случаев, это были македонцы, выступавшие за независимость от Югославии) снимали с должностей, затем изолировали и заключали в тюрьму по сфабрикованным обвинениям. Происходили также массовые казни, такие как Кровавое Рождество 1945 года, в ходе которого было убито около 1200 человек. Число жертв того периода, включая убитых, заключённых, депортированных, подвернувшихся принудительному труду, пыткам и т.д. оценивается некоторыми историками в 50 000 человек.
В новом государстве был кодифицирован македонский язык, а первое издательство «Просветно дело» было основано 16 апреля 1945 года. Некоторое македонские политики выступали за создание Единой Македонии, объединяющей весь географический регион, включая греческую Эгейскую Македонию и болгарскую Пиринскую Македонию. В зависимости от международной и региональной политической ситуации, эти идеи могли как поддерживаться, так и подавляться федеральными властями Югославии.
С началом македонизации, проводимой югославскими властями в республике, многие болгары и болгарофилы стали жертвами репрессий. После 1944 года около 100 000 человек было заключено в тюрьму по «Закону о защите македонской национальной чести», направленном против людей с проболгарскими настроениями. Число организованных убийств болгар неизвестно. Впоследствии болгарофобия вышла на уровень государственной идеологии.
В 1963 году Республика была переименована в Социалистическую Республику Македонию.

## Статус
Во времена вхождения в югославскую федерацию, республика имела свою собственную конституцию, коллективного главу, правительство, парламент, официальный язык, государственные символы, министерство внутренних дел,  академию наук и искусств и другие прерогативы государства. Кроме того, Социалистическая Республика Македония имела собственные малые территориальные вооруженные силы (макед. Територијална одбрана), а также министерство иностранных дел.
Права этнических меньшинств были гарантированы Конституцией. Правящая политическая партия — Союз коммунистов Македонии (макед. Сојуз на комунистите на Македонија).

## Переходный период
В 1990 году мирно изменилась форма правления из социалистического государства на парламентскую демократию. Первые многопартийные выборы состоялись 11 ноября 1990 года. Киро Глигоров стал первым демократически избранным президентом Социалистической Республики Македонии 31 января 1991 года. 16 апреля 1991 Парламент принял конституционные поправки для устранения прилагательного «социалистическая» из официального названия страны, а 7 июня того же года, была официально введено новое название Республика Македония. Окончательно Македония провозгласила полную независимость после референдума, который состоялся 8 сентября 1991 года.
Республика Македония является прямым наследником Социалистической Республики Македонии.

## Государственное устройство
Законодательный орган — Собрание (Собранието), состоящее из Собора объединённого труда (Собор на здружениот труд), Собора общин (Собор на општините) и Общественно-политического собора (Општествено-политички собор), коллективный глава государства — Президиум (Претседателството), исполнительный орган — Исполнительный Совет (Извршниот совет), совещательный орган — Совет Республики (Советот на Републиката), орган конституционного надзора — конституционный суд (Уставниот суд), высшая судебная инстанция — Верховный Суд (Врховниот суд).

## Руководство

### Председатели АСНОМ
- Методия Андонов-Ченто
- Лазар Колишевский

### Председатели Президиума Собрания НРМ
- Лазар Колишевский
- Видое Смилевский

### Председатели Собрания НРМ (с7 июля1963— СРМ)
- Димче-Мире Стоянов
- Лазар Колишевский
- Люпчо Арсов
- Видое Смилевский
- Мито Хадживасилев
- Никола Минчев

### Председатели Президиума СРМ
- Видое Смилевский
- Люпчо Арсов
- Ангел Чемерский
- Благоя Талеский
- Томе Буклеский
- Ванчо Апостолский
- Драголюб Ставрев
- Ездимир Богданский
- Владимир Митков

### Премьеры НРМ/СРМ
- Лазар Колишевский (1945—1953),
- Люпчо Арсов (1953—1961),
- Александар Грличков (1961—1965),
- Никола Минчев (1965—1968),
- Ксенте Богоев (1968—1974),
- Благоя Попов (1974—1982),
- Драголюб Ставрев (1982—1986),
- Глигорие Гоговский (1986—1991)

## Экономика
В СФРЮ Македония постоянно имела статус «неразвитого» региона, получая льготные кредиты из Фонда Федерации для кредитования экономически недостаточно развитых республик и областей. Кредиты предоставлялись на длительный срок и под сравнительно небольшой процент.

## Население
По первой послевоенной переписи 1948 года Македония была по сути биэтничной республикой, в которой проживали 1153,0 тыс. человек, в том числе 789,6 тыс. македонцев и 197,4 тыс. албанцев.